# 크로머티

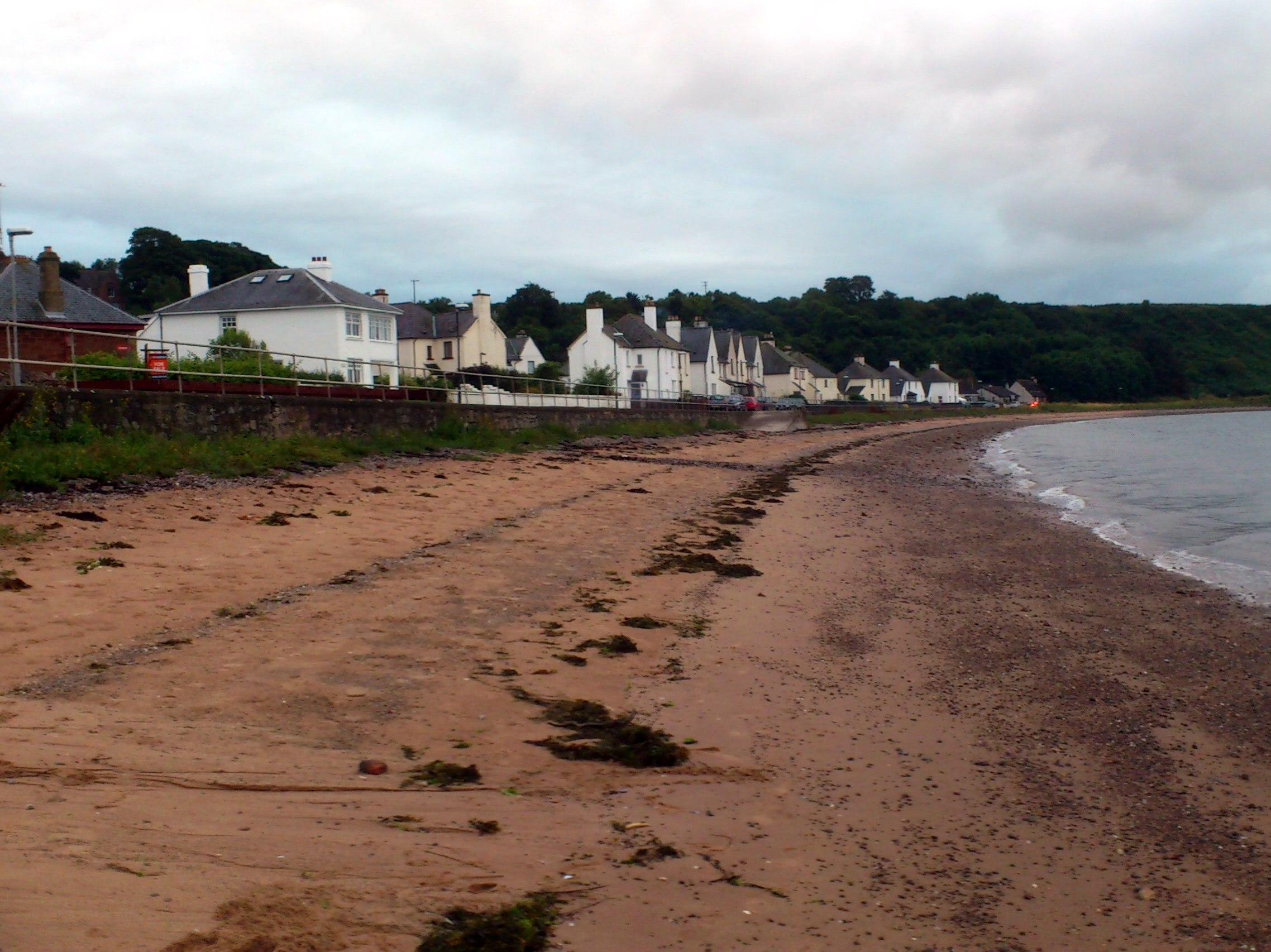
크로머티

크로머티(영어: Cromarty, 스코틀랜드 게일어: Cromba)는 스코틀랜드 하일랜드에 위치한 도시로 인구는 719명(2011년 기준)이다.